# 로스킬레 조약

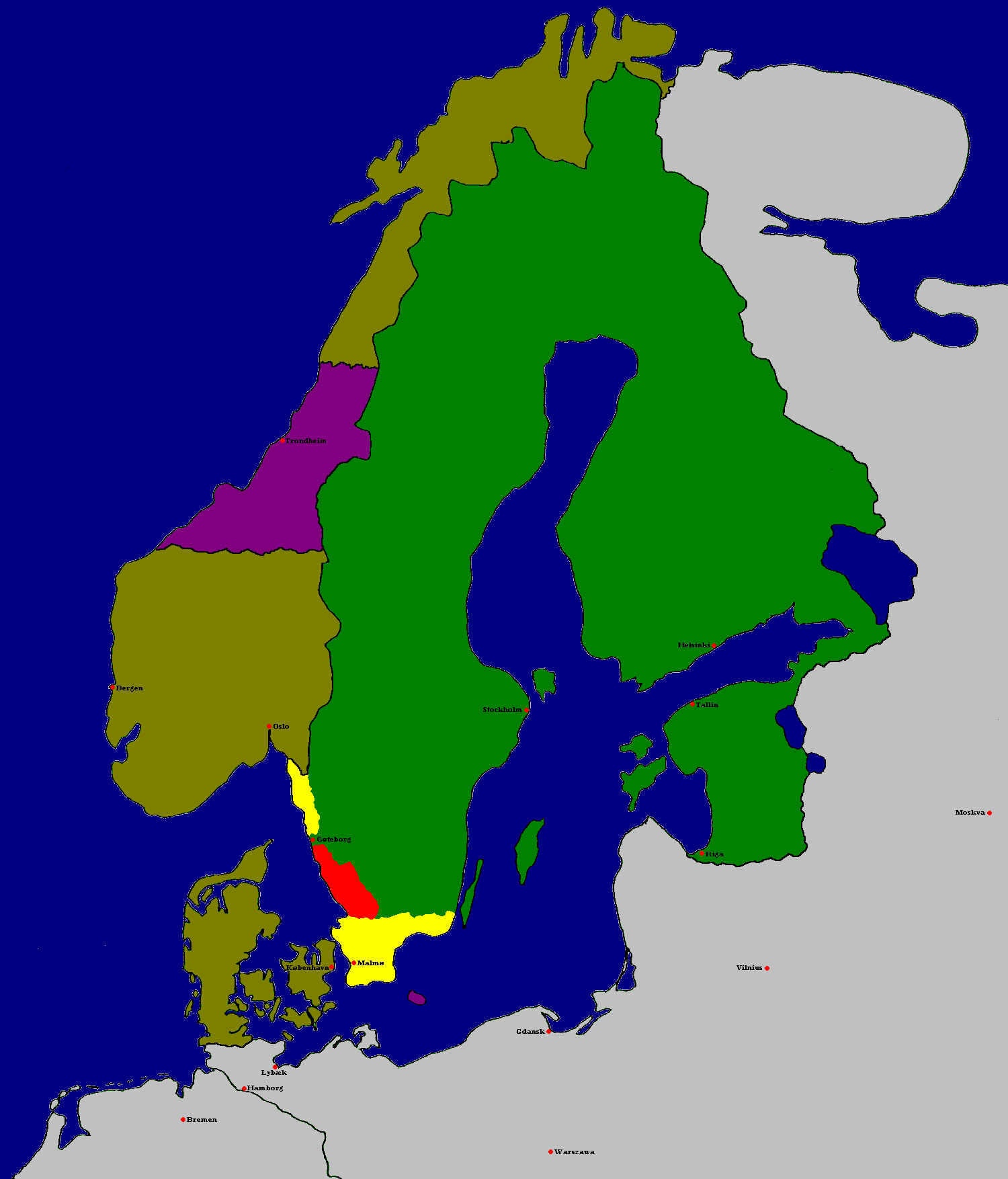
빨간색: 할란드, 1645년 브룀세브로 조약에 의하여 30년간 할양된 영토였으며, 스웨덴에 완전히 편입되었다. 노란색: 스코네와 보후슬렌도 스웨덴에 편입되었다. 보라색: 트뢰넬라그와 보른홀름은 1658년 스웨덴에 편입되었으나, 1660년 덴마크-노르웨이로 반환되었다.

로스킬레 조약은 1658년 3월 8일(율리우스력으로는 2월 26일) 제2차 북부 전쟁 중 덴마크-노르웨이의 프레데리크 3세와 스웨덴의 칼 10세 구스타브가 덴마크 로스킬레에서 체결한 평화 조약이다. 해협 행진에서 패배한 후, 덴마크-노르웨이는 당시 영토의 절반 정도를 할양해야 했다. 당시 할양된 영토 중에는 블레킹에, 보른홀름, 보후슬렌, 스코네, 트뢰넬라그 및 할란드 지방이 영구 할양되었다.
조약이 맺어진 후에도 스웨덴은 덴마크-노르웨이에서 전투를 계속 벌였으나, 덴마크령 섬과 트뢰넬라그 지역에서 덴마크-노르웨이-네덜란드 동맹 때문에 철수해야 했다. 코펜하겐 조약 이후 보른홀름은 덴마크, 트뢰넬라그는 노르웨이로 반환되었다.

## 배경
북부 전쟁이 진행되면서 스웨덴 국왕 카를 10세 구스타프는 해협 행진을 통하여 윌란반도로 진입하였고, 셸란섬을 점령하였다. 침략은 1658년 2월 11일 시작되었다. 기초 조약 토스트루프 조약이 1658년 2월 18일, 로스킬레 조약은 1658년 2월 26일 맺어졌다.
스웨덴은 서부 노르웨이의 롬스달도 침략하였으나, 지역 농부들은 스웨덴에 세금 내기와 징병을 거부하였고, 스웨덴에서는 군부대를 보내서 세금을 걷으려고 하였으나 실패하였다.

## 항목
조약의 항목은 다음과 같다.
- 덴마크의 스코네, 블레킹에를 스웨덴에 할양한다.
- 1645년 브룀세브로 조약으로 인하여 30년간 조차되었던 할란드를 스웨덴에 할양한다.
- 덴마크의 보른홀름 섬을 스웨덴에 할양한다.
- 노르웨이의 보후슬렌을 스웨덴에 할양한다. 이를 통하여 스웨덴은 서쪽으로 진출할 수 있었다.
- 노르웨이의 트뢰넬라그를 스웨덴에 할양한다.
- 덴마크가 맺은 모든 반 스웨덴 조약을 파기한다.
- 덴마크는 발트해로 들어오는 모든 스웨덴의 적 군함을 막는다.
- 홀슈타인-고토르프 대공 작위를 복위한다.[6]
- 덴마크는 스웨덴 점령군의 비용을 낸다.
- 덴마크 군대는 스웨덴의 국경 전쟁에 참가한다.[7]

## 조약 이후

### 코펜하겐
스웨덴 왕은 승리에 만족하지 않았고, 7월 7일 고토르프에서 열린 왕실 회의에서 적을 완전히 섬멸하기로 하였다. 선전 포고를 하지 않은 채로 덴마크-노르웨이 공격 명령을 내렸다. 코펜하겐에 공격이 가해졌고, 거주자들은 네덜란드의 도움으로 도시를 지켰다. 스웨덴 군사의 일부는 란스크로나에 갇혔고, 일부는 덴마크와 네덜란드 군이 우세한 덴마크령 섬에 갇혔다. 1659년 스웨덴은 철군하였다.

### 보른홀름, 트뢰넬라그
노르웨이군은 스웨덴군을 트뢰넬라그에서 몰아냈으며, 1660년 코펜하겐 조약으로 인해서 트뢴데라그는 노르웨이, 보른홀름은 덴마크로 반환되었다.
트뢰넬라그 지역의 강력한 저항으로 반환이 조기에 체결될 수 있었다. 처음에 스웨덴군은 환영받았고, 적어도 저항 세력은 없었다. 이후 트뢰넬라그 지역에 징병 명령을 내렸고, 15세 이상의 남성 2000여명을 폴란드와 브란덴부르크에서 싸우고 있었던 스웨덴 군으로 징집하였다. 카를 10세 구스타프 국왕은 지역의 반란을 걱정하여 대부분 남성을 격리시켰다. 이후 이 중 1/3만이 귀국하였고, 일부는 에스토니아에 있었던 스웨덴인 거주지에 강제 정착되었다. 트뢰넬라그 출신자는 덴마크-노르웨이군 및 해군의 많은 부분을 이루고 있었으며, 스웨덴의 점령으로 인하여 트뢰넬라그 남성들은 거의 반으로 줄었다.
그 결과로 농장에 일손이 줄어들어서 기아가 다가왔다. 일부 트뢰넬라그 지역 역사가들은 대량 학살로 묘사한다.
트뢰넬라그 지역은 잠시 동안의 스웨덴 점령으로 인하여 덴마크-노르웨이에 더 강한 결속력을 가졌고, 이후 80여년간 스웨덴의 덴마크-노르웨이 침공에 저항하였다.

### 스코네
로스킬레 조약의 9조로 인하여 스코네 지방은 스웨덴에 할양되었다. 과거의 법과 관습은 유지되었으나, 천천히 스웨덴에 통합되었다. 스코네 귀족은 스웨덴의 귀족에 흡수되었고, 스웨덴의 다른 귀족 가문이 가진 권리를 가질 수 있었다. 스코네 법령은 1683년 스웨덴 법령으로 대체되었고, 같은 해 덴마크에서는 덴마크 법령이 발효되어 중세 스칸디나비아 법령을 대체하였다.